# Jungfru Marie besökelse

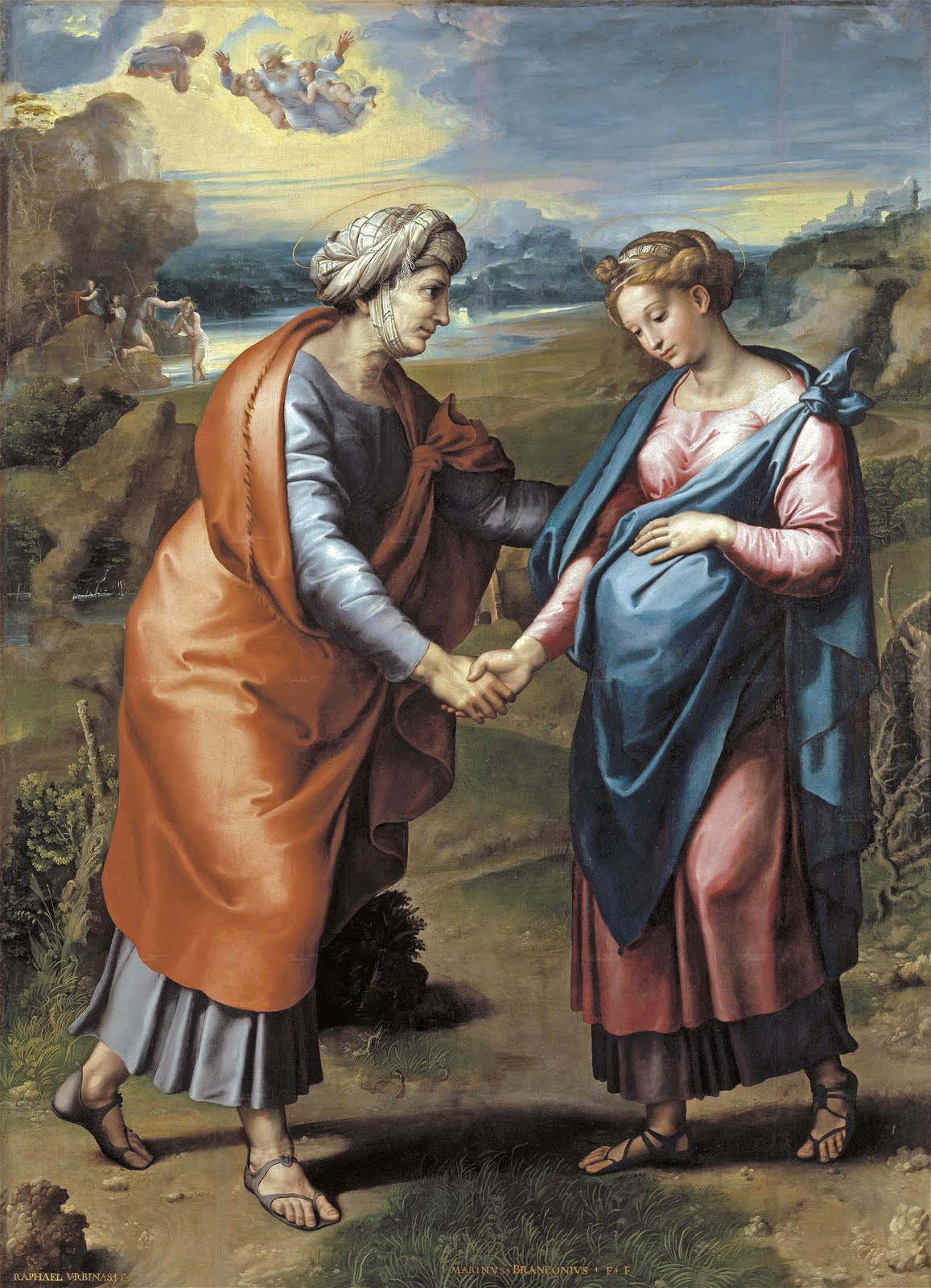
Rafael, Jungfru Marie besökelse, omkring 1517, Pradomuseet.

Jungfru Marie besökelse är en episod i Lukasevangeliet i Nya testamentet som inträffade under Jungfru Marie havandeskap. Där berättas hur Maria besöker sin släkting – i yngre källor angiven som kusin – Elisabet som mirakulöst blivit havande med Johannes Döparen trots sin höga ålder.  
Det var ärkeängeln Gabriel som hade meddelat glädjebuden, först till Elisabets man Sakarias och därefter till Jungfru Maria ("bebådelsen"), att de båda kvinnorna var havande. När Maria undrade hur hon skulle kunna föda ett barn då hon aldrig varit med en man, hade ängeln svarat att helig Ande skulle komma över henne och att även hennes gamla släkting Elisabet väntade barn, "ty inget är omöjligt för Gud". 
När Maria skyndade sig att besöka Elisabet, kände den gamla kvinnan hur barnet, Johannes Döparen, sparkade till av fröjd i moderlivet. Hon hälsade Maria med orden "Välsignad är du mer än andra kvinnor" (Luk 1:42 f) varpå Maria stämde upp i den lovsång som är känd som Magnificat (Luk 1:46-55). Maria stannade hos Elisabet i omkring tre månader och återvände sedan hem till Nasaret. 
| ”                         | Några dagar efteråt gav sig Maria i väg och skyndade till en stad i Juda bergsbygd; hon gick till Sakarias hus och sökte upp Elisabet. När Elisabet hörde Marias hälsning sparkade barnet till i henne, och hon fylldes av helig ande. Hon ropade med hög röst: ”Välsignad är du mer än andra kvinnor, och välsignat det barn du bär inom dig. Hur kan det hända mig att min herres mor kommer till mig? När mina öron hörde din hälsning sparkade barnet till i mig av fröjd. Salig hon som trodde, ty det som Herren har låtit säga henne skall gå i uppfyllelse.” Då sade Maria: ”Min själ prisar Herrens storhet, min ande jublar över Gud, min frälsare: han har vänt sin blick till sin ringa tjänarinna. Från denna stund skall alla släkten prisa mig salig: stora ting låter den Mäktige ske med mig, hans namn är heligt, och hans förbarmande med dem som fruktar honom varar från släkte till släkte. Han gör mäktiga verk med sin arm, han skingrar dem som har övermodiga planer. Han störtar härskare från deras troner, och han upphöjer de ringa. Hungriga mättar han med sina gåvor, och rika skickar han tomhänta bort. Han tar sig an sin tjänare Israel och håller sitt löfte till våra fäder: att förbarma sig över Abraham och hans barn, till evig tid.” | „ |
| – Lukasevangeliet 1:39–55 | |   |

Besökelse är en ålderdomlig synonym till besök, idag huvudsakligen känd i samband med Jungfru Marie besökelsedag som inträffar 31 maj.

## I konsten
Jungfru Marie besökelse är ett vanligt motiv i den västerländska konsten. 

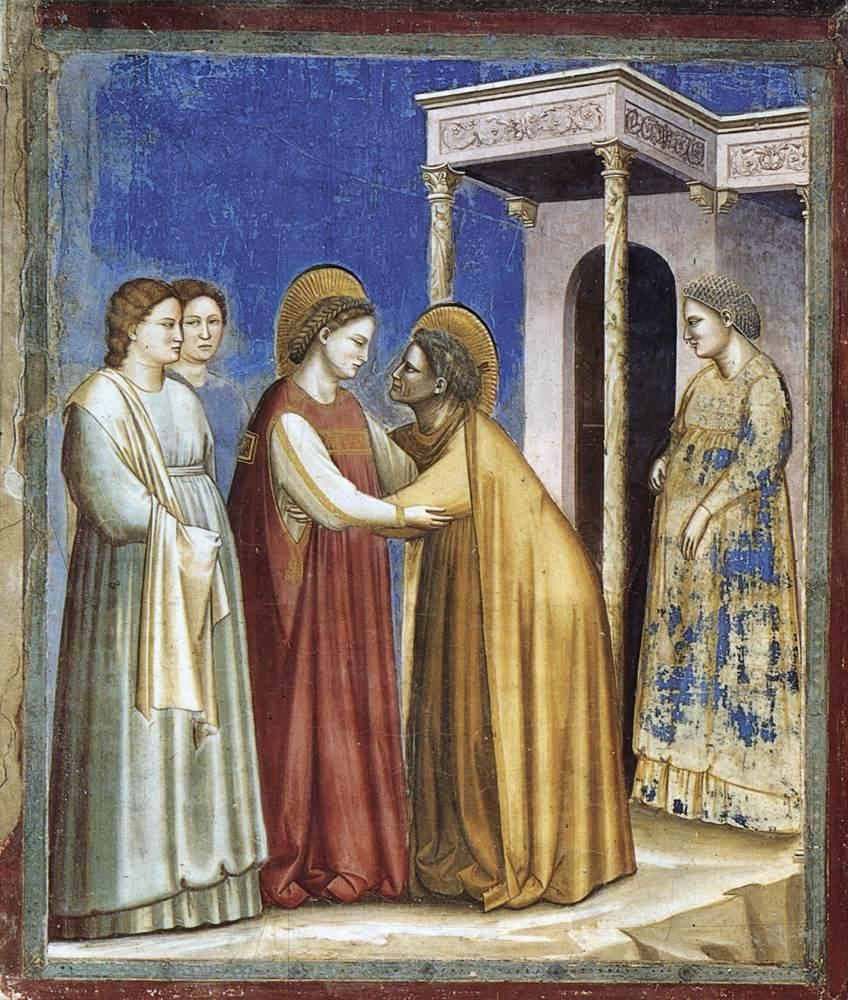
Giotto, 1303–1305, Scrovegnikapellet.
Piero di Cosimo, Jungfru Marie besökelse, cirka 1490, National Gallery of Art.[2]
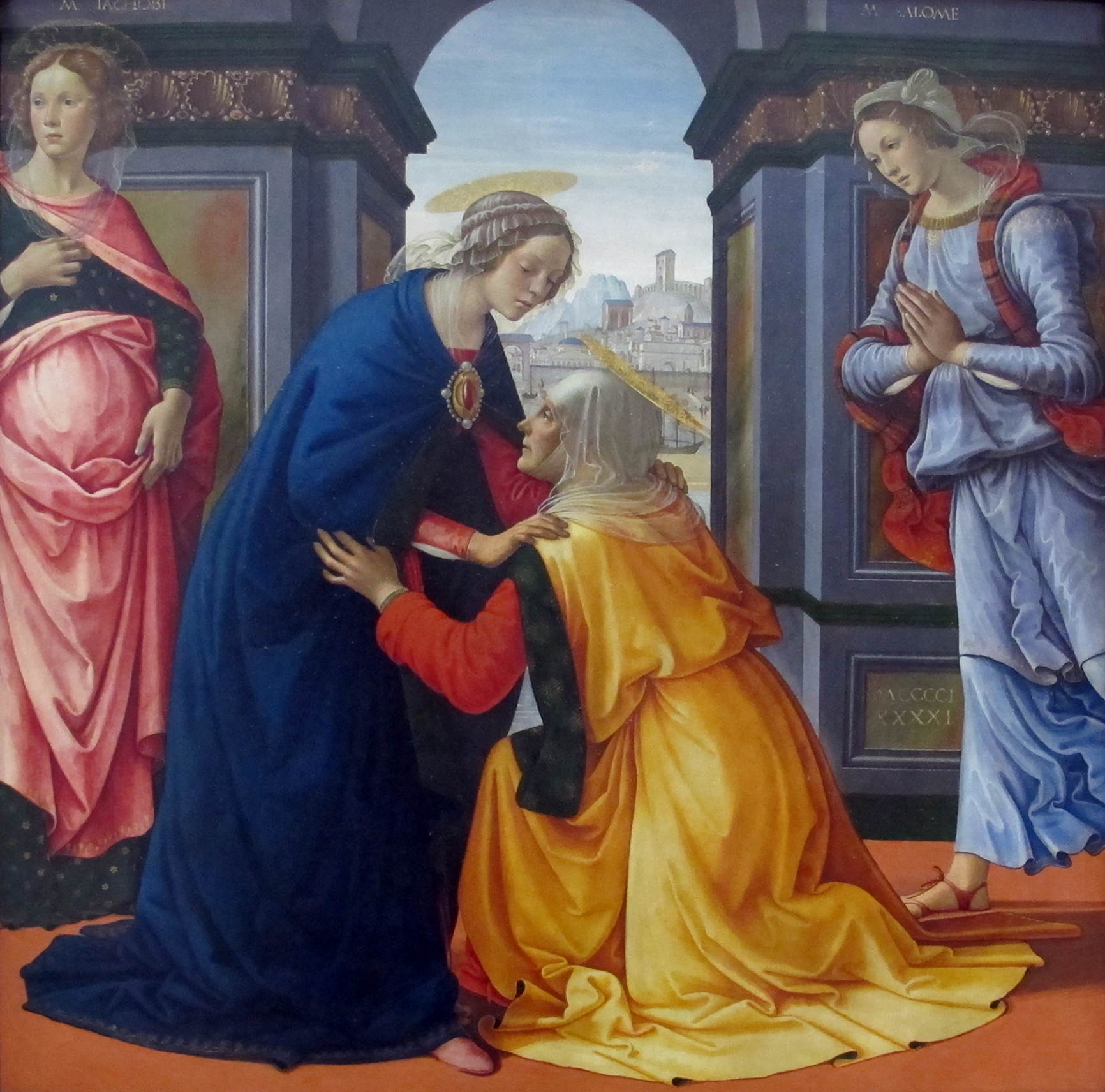
Domenico Ghirlandaio, 1491, Louvren.
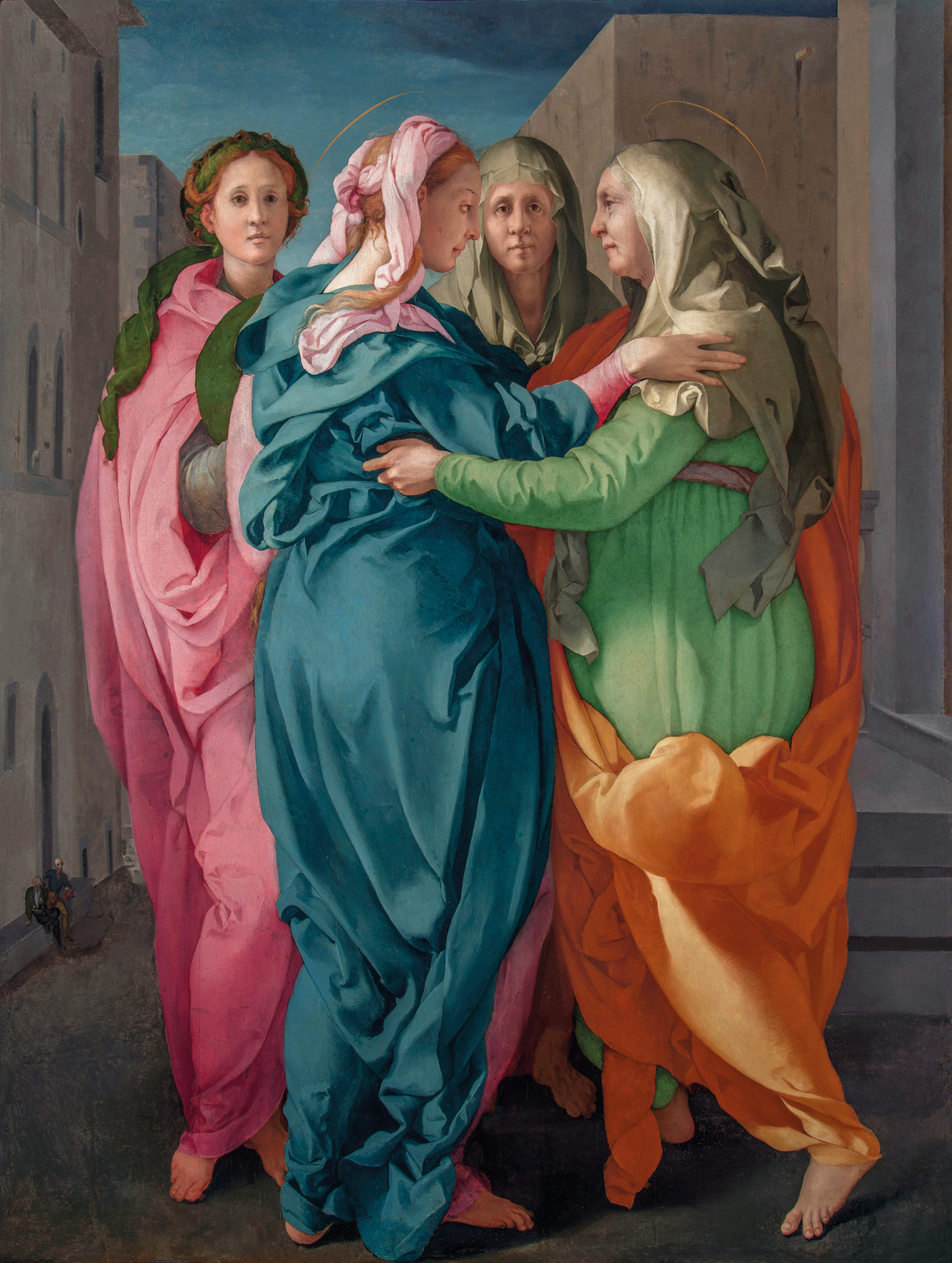
Pontormo, 1528, Propositura dei Santi Michele e Francesco i Carmignano.
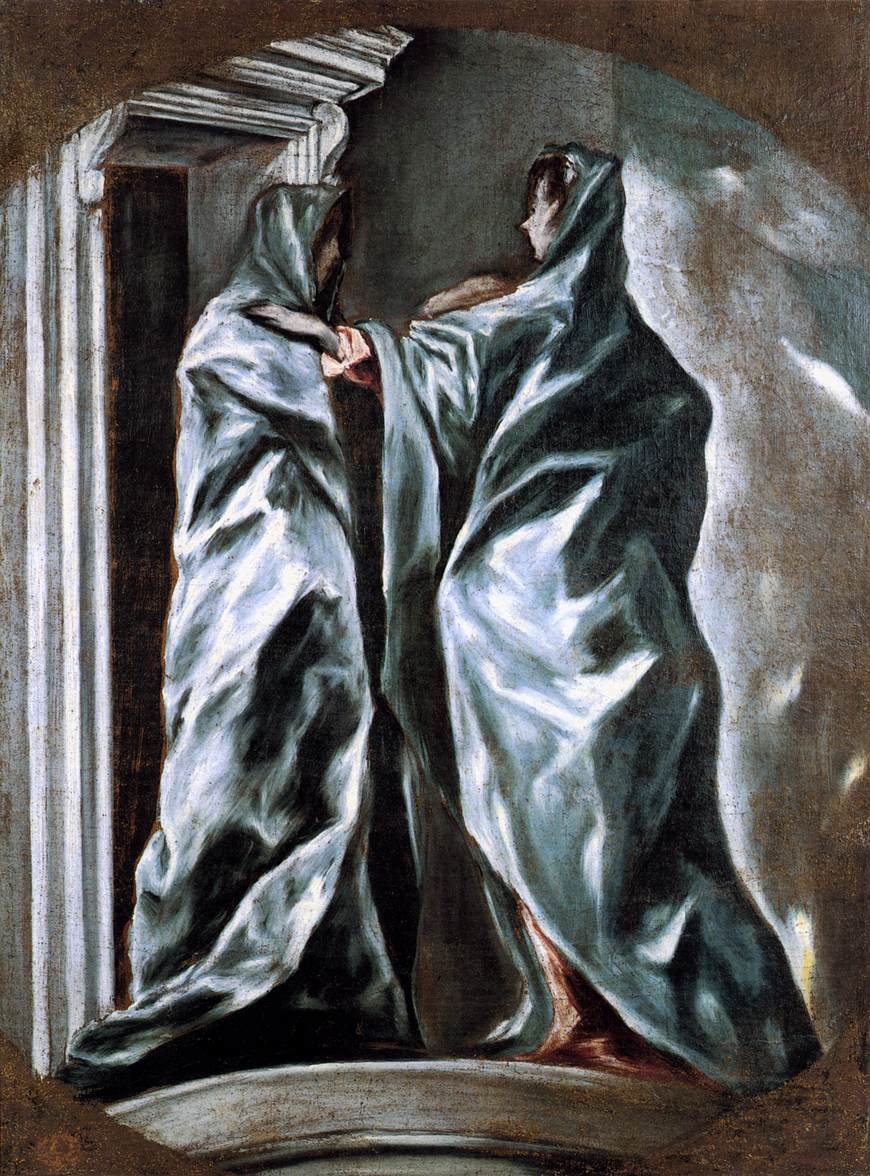
El Greco, cirka 1610–1613, Dumbarton Oaks.
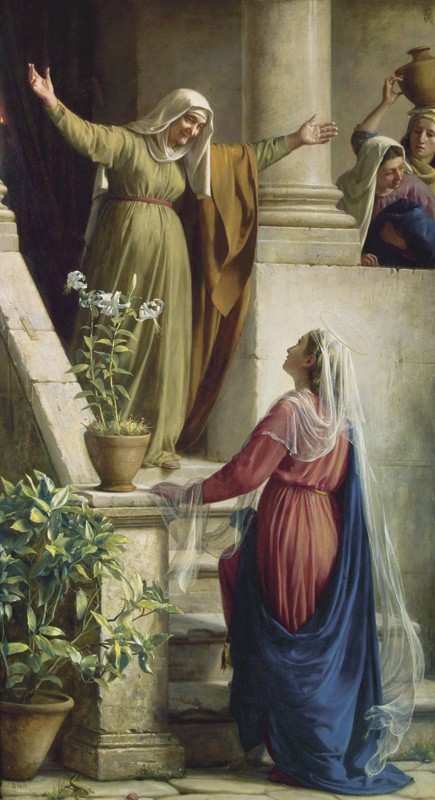
Carl Bloch, 1866, Frederiksborgs slott.